# Прокопенко Валентина Адольфівна
Прокопенко Валентина Адольфівна (нар. 14 березня 1920 р.,Савинці - пом. 22 червня 2006 р, м. Чернівці) — український педагог, науковець.

## Біографія
Народилася 14 березня 1920 року у селі Савинці Савинськой волості Ізюмського повіту. У 1927 році батько залишив сім’ю, одружився вдруге. У 1931 р. родина переїхала на станцію Яма Сталінської (тепер Донецької) області. Щоб утримувати доньок, мати працювала сторожем і прибиральницею в школі. Лише у 1936 році сім’я повернулася в Савинці, Валя закінчила 10 клас середньої школи. У 1937 вступила на філологічний факультет Харківського університету, тут навчалася до червня 1941 р – Україна опинилася у вирі війни. У травні 1944 р. завершує навчання у Київському університеті. Як краща випускниця, була направлена на роботу викладачкою Чернівецького учительського інституту.
1945 року одружилася. Її чоловік, Зіновій Іванович Прокопенко – буковинський письменник, талановитий драматург. На жаль, недовго тривало сімейне щастя, Зиновій помер у 34 роки.Після закінчення середньої школи у 1937–1941 роках навчалась на філологічному факультеті Харківського держуніверситету ім. М. Горького. На початку вересня 1941 року разом зі студентами була направлена на оборонні роботи до Дніпропетровської області. Працювала на оборонних роботах на річці Північний Дінець. У 1941 році була секретарем Савинської сільради, 22 червня 1942 року разом з сім'єю евакуювалися до Куйбишевської області, де працювала в колгоспі с. Спаскоє Приволзького району, у 1942–1943 навчальному році — вчителькою Нижнє-Печерської школи цього ж району. У вересні 1943 року реевакуювалась у м. Київ, де у 1944 році закінчила університет.

## Наукова діяльність
За призначенням народного комісаріату освіти з 25.09.1944 року працювала викладачем Чернівецького учительського інституту, відтак викладачем української мови і літератури міжобласних курсів при Чернівецькому окрузі, з жовтня 1948 по лютий 1950 року — викладач української мови Чернівецького держуніверситету. У 1948–1950 рр. навчалась в аспірантурі при кафедрі української літератури і захистила кандидатську дисертацію на тему «К характеристике лексического состава буковинского говора» (1961). 7 липня 1983 року звільнена з посади доцента кафедри української мови у зв'язку з виходом на пенсію.

## Творчі доробки
У галузі україністики займалась питаннями діалектології, міжмовними контактами слов'янських та інших мов, збирала матеріали до словника буковинських говірок. Автор близько 40 наукових праць.
- «Назви спорідненості та свояцтва у буковинських говірках» (1958).
- «Давньоруський лексичний діалект у сучасних буковинських говірках» (1959).
- «Молдавские элементы в лексиконе украинских говоров Буковины» (1961).
- «Вплив російської мови на буковинські говори» (1964).
- «Культура мови та діалектизми» (1972).
- «З досвіду укладання обласного словника буковинських говірок» (1977).